# Landhaus Horn

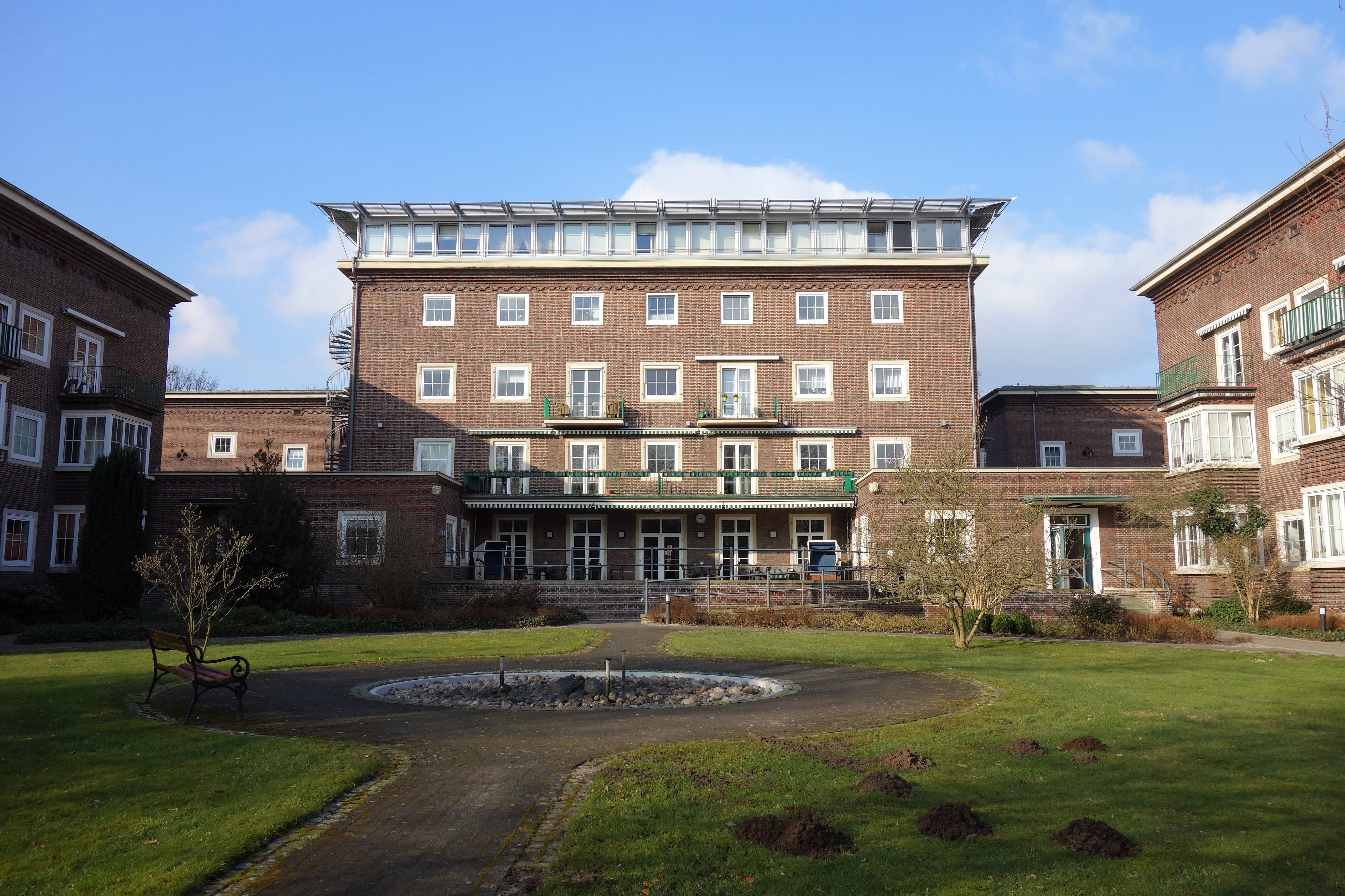
Blick auf das zentrale Gebäude

Das Landhaus Horn in Bremen-Schwachhausen, Schwachhauser Heerstraße 264, ist eine Stiftungsresidenz der Bremer Heimstiftung. Der Neubau auf Nr. 264a gehört zu den bedeutenden Bremer Bauwerken. Der Altbau wurde von Heinz Stoffregen entworfen.

## Geschichte

### Landhaus Horn
Verschiedenen Stiftungen haben die Bauten initiiert. Auf dem Areal der Margarethe von Post-Stiftung wurde das Margarethe von Post-Haus und das Geschwister Kronning-Haus geplant. Daraus wurde dann das Landhaus Horn mit zunächst 96 Zimmern.
Die Stiftungsresidenz Landhaus Horn, heute mit 88 Appartements und Wohnungen, besteht mit Rücksicht auf die Grünanlagen aus verschiedenen drei- und viergeschossigen Alt- und Neubauten, die nur im Erdgeschoss durch Bauten verbunden sind. Die Gebäudegruppe auf einem sachlich gestalteten H-förmigen Grundriss besteht aus drei Baukörpern. Verschiedenen Stiftungen haben die Bauten initiiert. Die Altbauten im Art-déco-Stil in Backstein wurden von 1928/29 von Heinz Stoffregen entworfen; die weitere Ausführungsplanung lag nach dem Tod von Stoffregen 1929/30 bei den Architekten Carl Eeg und Eduard Runge.
Von Stoffregen stammen u. a. das Rathaus Delmenhorst, das Wohnhaus Gildemeisterstraße 8 in Bremerhaven und die viergeschossige Wohnanlage vom Beamten-Wohnungsverein in Bremen-Östliche Vorstadt, Ortsteil Peterswerder an der Hamburger-/Altenburger-/Stader-Straße.
1946 wurde das Areal von der US-Militärbehörde beschlagnahmt und von ihr das Hotel Bremen für ihre Soldaten eingerichtet. 1952, nach der Rückgabe, wurde das Gelände vom Wohlfahrtsamt der Stadtgemeinde Bremen von der Stiftung erworben, die es an die Bremer Heimstiftung weitergab, für die Einrichtung eines Altenheimes, das ab 1953 betrieben wurde. Viele alte Menschen aus den diversen kleinen Außenstellen konnten umziehen. Später trug es den Namen Seniorenheim Landhaus Horn.

### Neubau
Hinter dem Landhaus Horn entstanden 1959 nach Plänen von Rudi Richter und Willi Kläner aus Bremen in zwei Gebäuden Kleinwohnungen für ältere Menschen. Ein dreigeschossiger Bau mit 27 Wohneinheiten und ein kürzerer, zweigeschossiger Bau sind verbunden durch gläserne Gänge und einem eingeschossigen Zwischentrakt mit den Gemeinschaftsräumen und dem grünen Atrium. In der Fassade wechseln Ziegelstein- und Putzflächen. An der Nordseite befinden sich drei hervortretende und damit belebende Treppenhäuser. Die Südfassade wird von den Loggien bestimmt. Bauherren waren die Kroning- und die Röcker-Stiftung.
Eine Büste vom Unternehmer Ernst Heinrich Kahrweg, 1884 gestaltet von Diedrich Kropp, steht seit 1962 im Garten der Stiftungsresidenz Landhaus Horn.